# Калганов, Михаил Иванович
Михаил Иванович Калганов — советский геолог, лауреат Сталинской, Ленинской и Ломоносовской премий. Кандидат геолого-минералогических наук.

## Биография
С 1931 г. работал в Институте геологии рудных месторождений, петрографии, минералогии и геохимии Академии наук СССР.
В 1934—1936 слушатель Института красной профессуры.
В 1938—1939 гг. вместе с А. Л. Яницким под руководством Б. П. Кротова исследовал Халиловские железорудные месторождения, установив составе руды легирующие компоненты. За эту работу удостоен Сталинской премии 1946 года.
В 1959 году старший научный сотрудник Института геологии рудных месторождений, петрографии, минералогии и геохимии Академии наук СССР Михаил Иванович Калганов награждён Ленинской премией — за открытие и разведку богатых железорудных месторождений Белгородского района Курской магнитной аномалии.
С 1970 г. старший научный сотрудник Комиссии по изучению производительных сил и природных ресурсов Академии наук СССР.

## Научные труды
Соавтор книг:
- Великий дар природы. Михаил Иванович Калганов, Михаил Абрамович Коссовский. «Недра», 1968 — Всего страниц: 255
- Курская Магнитная Аномалия. Михаил Иванович Калганов, Моисей Абрамович Коссовский. Гос. издат. географической литературы, 1960 — Всего страниц: 70
- М. И. Калганов, М. А. Коссовский // Железная «Атлантида» (КМА). — Орёл : Труд, 2008